# 사가 천황
사가 천황(일본어: 嵯峨天皇, 786년 10월 3일 ~ 842년 8월 24일)는 52번째 일본 천황이다. 간무 천황의 차남이자 헤이제이 천황의 친동생으로 휘는 가미노(神野)이다. 황후는 가치코로 일본 역대 황후 중 유일한 다치바나씨 출신이다.

## 약력
809년(다이도 4년) 신병으로 퇴위한 헤이제이 천황의 뒤를 이어 즉위하였고, 조카 다카오카 친왕을 황태자로 세웠다.
810년 헤이제이 상황이 복위를 시도한 「구스코의 변」이 일어난다. 이에 다카오카 황태자를 폐하고, 이복남동생 오토모 친왕(훗날의 준나 천황)을 후계자로 세웠다. (이것이 조와의 변이 일어난 원인이 된다.) 이후에는 사형을 폐지하는 등(호겐의 난까지 347년간 사형이 중지된다.) 평화로운 시절을 보내지만, 농업생산이 극도로 부진해져 재정난이 심화된다.
823년 상황이 2명이면 재정 부담이 크다는 후지와라노 후유쓰구의 반대를 무릅쓰고 양위 했다. 퇴위 후는 궁성 2개를 축조하는 등 재정을 핍박시켰을 뿐 아니라, 「황실의 어른」으로서 절대 권력을 휘둘러 훗날의 정치적인 갈등 원인을 제공하였다.

## 인물
- 한시 및 서예에 조예가 깊어 초기 헤이안 시대의 3대 명필 중 한 사람으로 꼽힌다.
- 다수의 황자, 황녀에게 겐지를 내려 신하의 신분으로 강등시켰다. 사가 천황의 후손으로 미나모토 성을 받은 일족을 사가 겐지(嵯峨原氏)라고 한다.

## 가족 관계
- 아버지 : 일본 제50대 간무 천황(桓武天皇, 737~806)
- 어머니 : 황후 후지와라노 오토무로(藤原乙牟漏, 760~790)

| - 황후 : 단린황후 타치바나노 카치코(檀林皇后 橘嘉智子, 786~850) - 타치바나노 키요토모(橘清友, 758~789)의 딸 - 차남 : 일본 제54대 닌묘 천황 마사라친왕(仁明天皇 正良親王, 810~879) - 딸 : 마사코내친왕(正子内親王, 810~879) - 9남? : 히데라친왕(秀良親王, 817~895) - 딸 : 히데코내친왕(秀子内親王, ?~850) - 딸 : 토시코내친왕(俊子内親王, ?~826) - 5녀 : 요시코내친왕(芳子内親王, ?~839) - 딸 : 시게코내친왕(繁子 内親王, ?~865) - 비 : 폐비 타카츠내친왕(高津内親王, ?~841) - 간무 천황(桓武天皇, 737~806)의 딸 - 장남 : 나리요시친왕(業良親王, ?~868) - 장녀 : 나리코내친왕(業子内親王, ?~815) - 비 : 타지히노 타카코(多治比高子, 787~825) - 타지히노 우지모리(多治比氏守)의 딸 - 부인 : 후지와라노 오나츠(藤原緒夏, ?~855) - 후지와라노 우치마로(藤原内麻呂, 756~812)의 딸 - 뇨고(女御) : 쿠다라노코니키시 쿄묘(百済王慶命, ?~849) - 쿠다라노코니키시 쿄슌(百済王教俊)의 딸 - 딸 : 미나모토노 요시히메(源善姫, 814~?) - 8남 : 미나모토노 사다무(源定, 816~863) - 14남 : 미나모토노 시즈무(源鎮, 824~881) - 딸 : 미나모토노 와카히메(源若姫) - 뇨고(女御) : 쿠다라노코니키시 키묘(百済王貴命, ?~851) - 쿠다라노코니키시 슌테츠(百済王俊哲, 740 경~795)의 딸 - 아들 : 모토요시친왕(基良親王, ?~831) - 4남 or 10남 : 타다요시친왕(忠良親王, 819~876) - 딸 : 모토코내친왕(基子内親王, ?~831) - 뇨고(女御) : 오하라노 키요코(大原浄子, ?~841) - 오하라노 야카츠구(大原家継)의 딸 - 10녀 : 히토코내친왕(仁子内親王, ?~889) - 코이(更衣) : 이타카노 야카토지(飯高宅刀自) - 이타카노 (飯高岳足)의 딸 - 4남? : 미나모토노 토키와(源常, 812~854) - 7남? : 미나모토노 아키라(源明, 814~853) - 코이(更衣) : 아키시노노 타카이코(秋篠高子) - 아키시노노 야스히토(秋篠安人, 752~821)의 딸 - 아들 : 미나모토노 키요시(源清) - 코이(更衣) : 야마다노 치카코(山田近子) - 16남? : 미나모토노 히라쿠(源啓, 829~869) - 딸 : 미나모토노 미츠히메(源密姫) - 궁인 : 스가와라노 시즈코(菅原閑子, ?~859) - 궁인 : 카타노노여왕(交野女王) - 야마구치왕(山口王)의 딸 - 8녀 : 우치코내친왕(有智子 内親王, 807~847) - 궁인 : 타카시나노 카와코(高階 河子) - 타카시나노 키요시나(高階浄階, ?~834)의 딸 - 딸 : 무네코내친왕(宗子内親王, ?~854) - 궁인 : 히로이씨(広井氏) - 히로이노 오타나(広井弟名)의 딸 - 3남? : 미나모토노 마코토(源信, 810~869) | - 궁인 : 후세노 무사시코(布勢武蔵子) - 딸 : 미나모토노 사다히메(源貞姫, 810~880) - 딸 : 미나모토노 하시히메(源端姫) - 궁인 : 카미츠케노씨(上毛野氏) - 5남? : 미나모토노 히로무(源弘, 812~863) - 궁인 : 아베씨(安倍氏) - 아베노 야나츠(安倍楊津)의 딸 - 6남? : 미나모토노 유타카(源寛, 813~876) - 궁인 : 카사노 츠구코(笠継子) - 카사노 나카모리(笠仲守)의 딸 - 9남? or 11남? : 미나모토노 이케루(源生, 821~872) - 궁인 : 아와타씨(粟田氏) - 아들 : 미나모토노 야스시(源安, 822~853) - 궁인 : 오하라 마타코(大原全子) - 오하라 마무로(大原真室)의 딸 - 12남 : 미나모토노 토루(源融, 822~895) - 15남?: 미나모토노 츠토무(源勤, 824~881) - 딸 : 미나모토노 미츠히메(源盈姫) - 궁인 : 키씨(紀氏) - 황녀 : 미나모토노 사라히메(源更姫) - 궁인 : 쿠라노 카게코(内蔵影子) - 쿠라노 (内蔵高守)의 딸 - 딸 : 미나모토노 카미히메(源神姫) - 딸 : 미나모토노 카타히메(源容姫) - 딸 : 미나모토노 아가히메(源吾姫) - 궁인 : 칸나비노 이세코(甘南備伊勢子) - 황녀 : 미나모토노 코에히메(源声姫) - 궁인 : 훈야노 아야코(文室文子) - 훈야노 쿠가마로(文室久賀麻呂)의 딸 - 딸 : 스미코내친왕(純子内親王, ?~863) - 12녀 : 타다코내친왕(斉子内親王, ?~853) - 아들 : 아츠시왕(淳王) - 궁인 : 타나카씨(田中氏) - 아들 : 미나모토노 스무(源澄) - 궁인 : 코레요시씨(惟良氏) - 아들 : 미나모토노 마사루(源勝, ?~886) - 궁인 : 오나카토미노 미네코(大中臣岑子) - 藤原有統의 첩 - 궁인 : 타치바나노 하루코(橘春子) - 궁인 : 나가오카씨(長岡氏) - 나가오카 오카나리(長岡岡成)의 딸 - 아들 : 미나모토노 사카시(源賢) - 뇨쥬(女嬬) : 타기마씨(当麻氏) - 타가마노 하루타마로(当麻治田麻呂)의 딸 - 딸 : 미나모토노 키요히메(源潔姫, 810~856) - 딸 : 미나모토노 마타히메(源全姫, 812~882) - 생모미상 - 아들 : 미나모토노 츠구(源継) - 딸 : 미나모토노 요시히메(源年姫, ?~874) - 딸 : 미나모토노 토시히메(源良姫, ?~884) - 고사가 천황 |